# バシロサミン
バシロサミン（英語: bacillosamine）は、枯草菌 (Bacillus subtilis) から初めて発見された希少なアミノ糖である。